# スタッフ・ベンダ・ビリリ

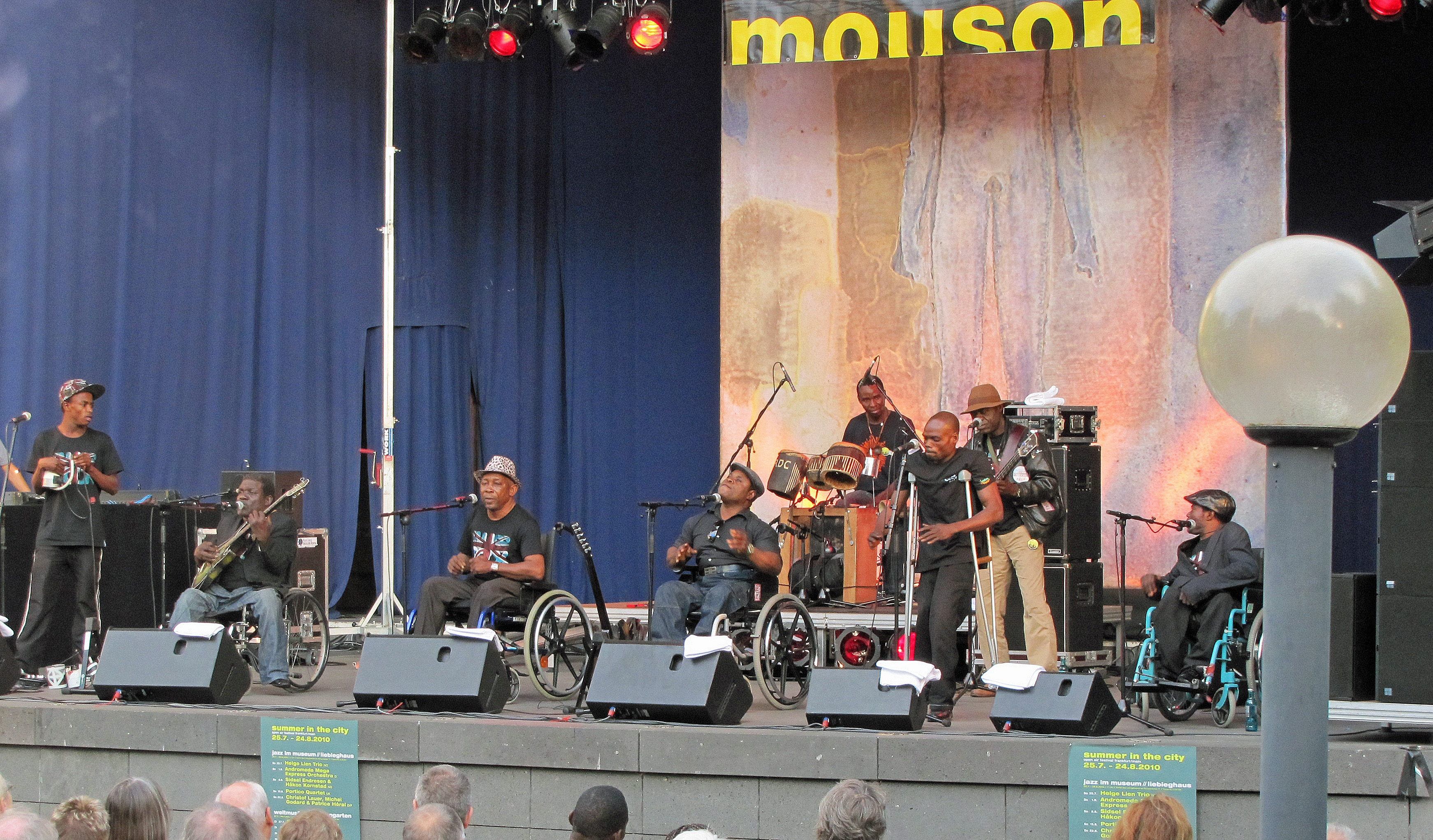
2010年フランクフルト、パルメンガルテンにて

スタッフ・ベンダ・ビリリ (Staff Benda Bilili) はコンゴ民主共和国のキンシャサで路上生活を営むポリオ障害者とストリートチルドレンからなるバンド。リズム・アンド・ブルースとレゲエの要素を取入れたルンバ系の楽曲を主に演奏する。中心メンバーは三輪車いすを利用する4人の歌手兼ギタリスト、若年メンバーは彼らに養育された元孤児である。青年ロジェの楽器はサトンゲと呼ぶ手作りの一弦の弦楽器である。
2009年に彼らはベルリンの音楽祭WOMEXでアーティスト賞を受賞した。ベンダ・ビリリの活動はイナフ・プロジェクトやダウンタウン・レコードなどによるコンゴでの人道危機の啓発やユニセフのポリオ撲滅キャンペーンなどに利用された。
ベンダ・ビリリはリッキー・リカブとココ・ガンバリらによって結成された。リッキーとココはコンゴ河のフェリーで働いていて出会った。動物園の近辺が比較的静かなためリハーサルはそこで行われる。家族のために働いていたロジェは缶詰のブリキ缶からサトンゲをつくりバンドに加わった。キンシャサの路上で観光客目当てに演奏していたベンダ・ビリリはベルギーのバンドアクサク・マブールのヴァンサン・ケニスの目に留まり、『屈強のコンゴ魂』(日本語版、原題 Très Très Fort) でのクラムドディスクからのレコードデビューに至った。
2006年には『投票に行こう』が投票促進に利用された。これがそれぞれのメンバーに50ドルを支払っただけのUNDPとMONUCによる無断使用であったため後にベンダ・ビリリは10万$の使用料を得た 。
2005年からフランスのルノー・バレとフローラン・ド・ラ・テュライによりドキュメンタリーが撮影され、2010年に『ベンダ・ビリリ!』として公開された。これはカンヌ映画祭の監督週間に出品された。